# Вулиця Таллінська (Львів)
Вулиця Таллінська — вулиця у Залізничному районі міста Львова, в місцевості Левандівка. Починається від вулиці Естонської та закінчується глухим кутом, неподалік залізниці. Прилучаються вулиці Широка та Кочегарська.
Вулиця виникла у 1916 році як частина вулиці Бялоґорської (нинішня вулиця Рудненська). У 1944 році уточнено на вулицю Білогорську. У 1981 році перейменовано на вулицю Талліннську, на згадку про місто Таллінн, столицю Естонії. У 1997 році уточнено на вулицю Таллінську, 2004 року — на вулицю Талліннську і знов у 2011 році назву уточнено на вулицю Таллінську. Від того часу назва вулиці не змінювалася.
Забудова вулиці Таллінської — сецесія та конструктивізм. Під № 1 тут розташоване локомотивне депо «Львів-Захід», засноване ще 1867 року.